# Martina Warren
Martina Warren (Romford, 12 agosto 1983) è un'ex attrice pornografica britannica.

## Biografia
Ha iniziato la carriera di modella dalla tenera età di 3 anni posando per cataloghi e pubblicità di numerosi marchi famosi. Dopo questa breve esperienza si è concentrata sulla sua educazione studiando recitazione fino all'età di 16 anni, età in cui ha ripreso la carriera di modella firmando un contratto con una delle agenzie di modeling migliori di Londra, la "Samantha Bond".
Nel periodo dai 16 ai 18 anni è apparsa in numerose campagne pubblicitarie, riviste (celebre una sua apparizione come ragazza copertina di SuperBike magazine nel 2000) e una apparizione nella serie Burnside. Nel marzo del 2002 si trasferisce a Los Angeles in California per continuare come modella, iniziando ad apparire in svariati siti glamour, playboy-like e fetish fino alla consacrazione dopo qualche anno come Penthouse Pet nel 2003 diventando infine una delle più sexy Pet of the Year nel 2005.

## Filmografia
- Zdenka & Friends (2005)

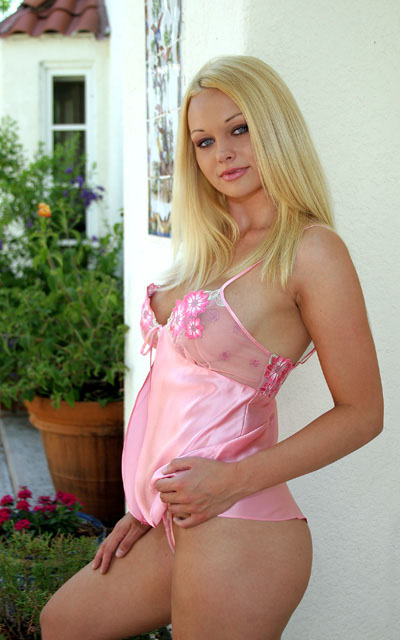
Martina Warren nel 2009

- Pretty Girls Wrapped Like Presents (2008)
- Captive Career Girls Writhe in Bondage (2008)
- The House of Naked Captives (2008)
- Costumed Damsels in Distress (2008)
- Bright Business Girls Learn Hard Bondage Lessons (2008)
- Welcome to Bondage (2008)
- Trapped, Tied, Teased and Tickled (2008)
- Costumed Starlets' Desperate Bondage Plight (2008)
- Dangerous Diva Does Hollywood (2008)
- Pretty Girls Stripped for Bondage (2008)
- Today's Your Day to Be Bound and Gagged (2008)
- Triple Threat Bondage (2009)
- Fantasy Striptease Private Shows (2009)
- Hot Girls Trapped and Wrapped (2009)
- Tape Bound, Volume 3 (2009)
- Ticklephobia (2009)
- Bondage Jeopardy for Barefoot Girls (2009)
- Tough Chicks Tie Business Beauties (2009)
- Wrapped for Your Pleasure (2009)
- Tough Guys Tickle Tender Girls (2009)
- Two Faces of Jessica Lauren (2009)
- Bondage Surprise (2010)
- Big Trouble for Costumed Beauties (2010)